# Y học ở Thế giới Hồi giáo Trung đại

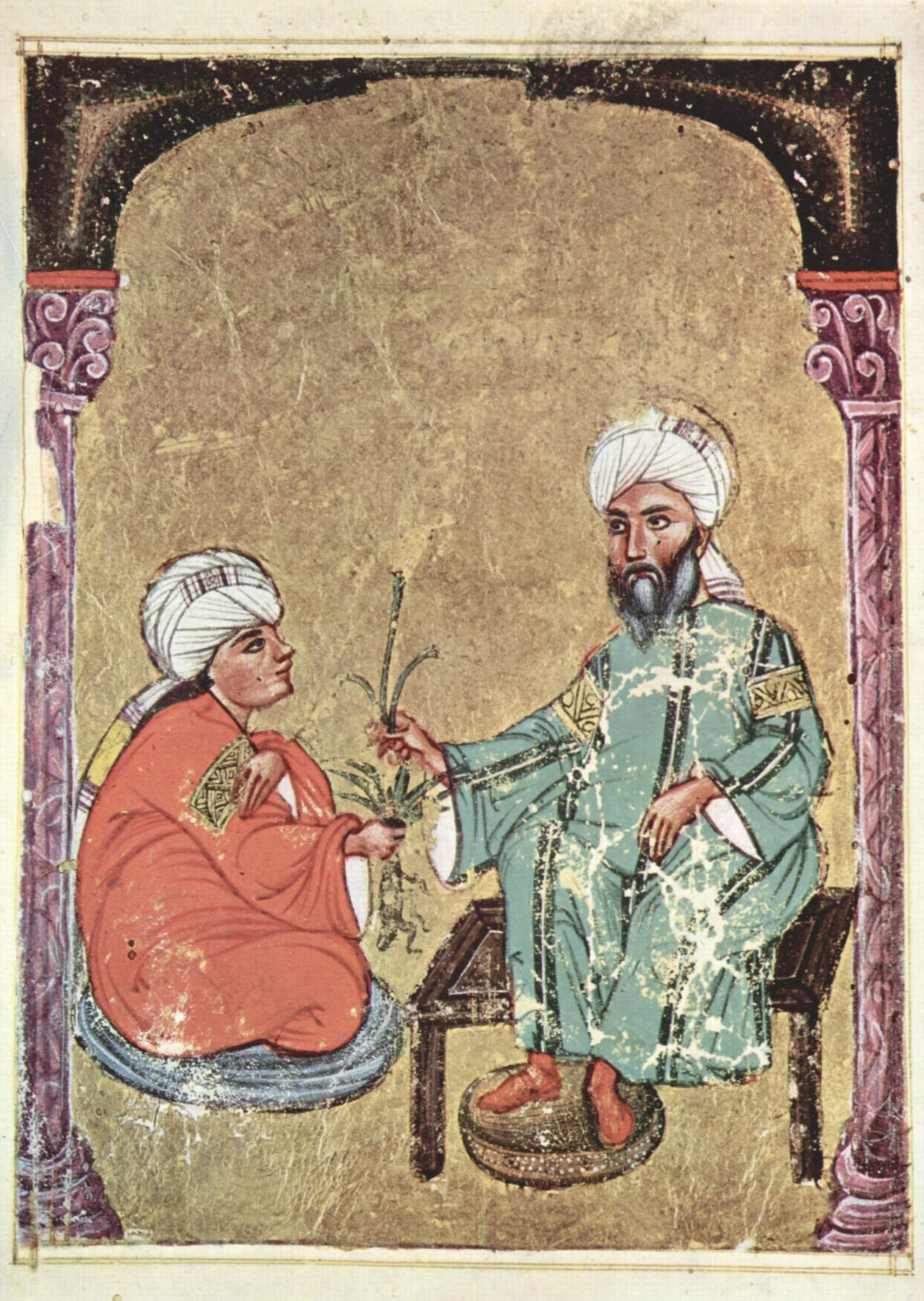
Trang sổ từ bản tiếng Ả Rập của sách De materia medica của Dioscorides, năm 1229

Trong lịch sử Y học, Y học Hồi giáo là khoa học về y khoa được phát triển trong Kỉ nguyên hoàng kim Hồi giáo và được trình bày bằng tiếng Ả Rập, ngôn ngữ chung (lingua franca) của văn minh Hồi giáo.
Y học Hồi giáo gìn giữ, hệ thống hoá và phát triển kiến thức y khoa của Cổ đại Hy - La, bao gồm phần lớn truyền thống của Hippocrates, Galen và Dioscorides. Trong thời Trung đại, Y học Hồi giáo giữ vị trí tiên tiến nhất thế giới, tổng hợp quan niệm của Hy Lạp cổ đại, La Mã, Lưỡng Hà, Ba Tư cũng như truyền thống Ayurveda của Ấn Độ, trong khi có rất nhiều sự tiến bộ và sáng tạo. Sau này, Y học phương Tây tiếp thu thành quả của y học Hồi giáo và y học cổ đại, khi nhiều bác sĩ Tây Âu trở nên quen thuộc với các tác giả y học Hồi giáo trong Thời kì Phục hưng trong thế kỉ 12.